# Carl Wilhelm von Bötticher
Pour les articles homonymes, voir Boetticher.
Carl Wilhelm Bötticher, à partir de 1864 von Boetticher (né le 26 août 1791 à Soldin et mort le 27 août 1868 à Potsdam) est un juge et avocat administratif prussien.

## Biographie
Titulaire d'un doctorat en droit, il entre au service administratif de la Couronne de Prusse. Au ministère de la Culture, il défend des points de vue orthodoxes sous Eichhorn. Il devient premier conseiller conférencier auprès du ministère d'État prussien (de). De 1826 à 1830, il est président du tribunal régional supérieur d'Insterbourg (de) puis président du tribunal régional supérieur de Stettin (de). En 1842, il devient Oberjustizrat Ober et haut président de la province de Prusse. Dans cette fonction, il fait partie en 1846 de la délégation de la province ecclésiastique prussienne au synode général prussien de 1846. Démissionnaire de cette fonction en 1848 lors de la Révolution de Mars et en 1849, il devient en 1849 membre de la première chambre et, avec Radowitz, représentant de la Prusse à la Commission centrale fédérale provisoire de la Confédération germanique. De 1851 à 1855, il est président de district de Francfort et devient ensuite président de la Chambre prussienne des comptes (de) à Potsdam. Le 15 juin 1864, à l'occasion du cinquantième anniversaire de son mandat, le roi Guillaume Ier l'anoblit pour ses mérites.

## Famille
Bötticher est marié avec Henriette Wilhelmine von Bodenhausen. Ils ont trois fils; le troisième, Karl Heinrich von Boetticher, est vice-chancelier de l'Empire allemand, vice-président du ministère d'État, secrétaire d'État à l'Intérieur et pionnier de la législation sociale allemande.